# Laura Ramsey
Pour les articles homonymes, voir Ramsey.
Laura Ramsey est une actrice américaine née le 14 novembre 1982 à Brandon, Wisconsin (États-Unis).

## Biographie
Fraîchement diplômée du lycée de Rosendale dans le Wisconsin, Laura Ramsey part tenter sa chance à Hollywood. Elle est repérée par un agent dans un restaurant sur Sunset Boulevard et obtient son premier rôle lors de sa première audition. Elle débute à la télévision dans le pilote de la série, The Days puis après 6 épisodes elle joue au cinéma dans Les Seigneurs de Dogtown de Catherine Hardwicke aux côtés d’Emile Hirsch et Heath Ledger. On la retrouve ensuite dans She's the Man de Andy Fickman avec l'actrice Amanda Bynes et Le Pacte du sang de Renny Harlin. Elle joue également dans Whatever Lola Wants, aux côtés de l'actrice libanaise Carmen Lebbos qui incarne avec force une grande danseuse orientale égyptienne déchue et blessée, et qui aidera Lola à exalter l'art de cette danse. Elle fait une apparition dans l'épisode Jet Set de la série Mad Men, dans le rôle de Joy.

## Filmographie

### Cinéma
- 2003 : 8 jours et 8 nuits à Cancun de Rick de Oliveira  : Elle-même
- 2005 : Les Seigneurs de Dogtown (Lords of Dogtown) de Catherine Hardwicke : Gabrielle
- 2005 : Inside Out de David Ogden : Miranda
- 2005 : Cruel World de Kelsey T. Howard : Jenny
- 2005 : Venom de Jim Gillespie : Rachel
- 2006 : She's the Man de Andy Fickman : Olivia
- 2006 : Le Pacte du sang (The Covenant) de Renny Harlin : Sarah Wenham
- 2007 : Whatever Lola Wants de Nabil Ayouch : Lola
- 2008 : Les Ruines (The Ruins) de Carter Smith : Stacy
- 2009 : Le Psy d'Hollywood (Shrink) de Jonas Pate : Keira
- 2009 : Middle Men de George Gallo : Audrey Dawns
- 2010 : Somewhere de Sofia Coppola :
- 2011 : Bulletproof Gangster (Kill the Irishman) de Jonathan Hensleigh : Ellie O'Hara
- 2011 : Where the Road Meets the Sun de Mun Chee Yong : Sandra
- 2011 : Estranged de Bob Burton et Greg Vrotsos (court métrage) : Abby
- 2011 : 1 Out of 7 de York Alec Shackleton : Lexi
- 2012 : Hirokin (en) de Alejo Mo-Sun : Maren
- 2012 : No One Lives de Ryūhei Kitamura : Betty
- 2013 : Awful Nice de Todd Sklar : Lauren
- 2013 : Amis pour la vie (Are You Here) de Matthew Weiner : Angela Baker
- 2013 : Pulling Strings de Pedro Pablo Ibarra : Rachel

### Télévision

#### Téléfilms
- 2013 : The Sixth Gun  de Jeffrey Reiner : Becky Montcrief

#### Séries télévisées
- 2004 : The Days : Natalie Day (6 épisodes)
- 2008 : Mad Men : Joy (saison 2, épisode 11)
- 2010 : My Generation : Sophie (saison 1, épisode 7 et 8)
- 2014 : FBI : Duo très spécial : Amy Harris  (saison 6, épisode 3)
- 2015 : Hindsight (en) : Becca Brady (10 épisodes)